# Rajdowy Puchar Pokoju i Przyjaźni 1973
Rajdowy Puchar Pokoju i Przyjaźni 1973 kolejny sezon serii rajdowej Rajdowego Pucharu Pokoju i Przyjaźni (CoPaF) rozgrywanej w krajach socjalistycznych w roku 1973. Sezon ten składał się z siedmiu rajdów i rozpoczął się 21 czerwca, a zakończył 17 grudnia, zwycięzcą został Bułgar Yordan Toplodolski, a zespołowo wygrała drużyna NRD. 

## Kalendarz[1]
| Runda | Data                     | Nazwa rajdu           | Baza rajdu                | Nawierzchnia | Zwycięzca               | Wyniki |
| ----- | ------------------------ | --------------------- | ------------------------- | ------------ | ----------------------- | ------ |
| 1     | 21–24 czerwca            | 4. Rajd Złote Piaski  | Sofia                     | Asfalt       | Attila Ferjáncz         | Wyniki |
| 2     | 12–15 lipca              | 33 Rajd Polski        | Kraków                    | Szuter       | Heino Sepp              | Wyniki |
| 3     | 27–29 lipca              | 9. Rajd Dunaju        | Budapest-Bukareszt        | Asfalt       | Eugeniu Ionescu Cristea | Wyniki |
| 4     | 31 sierpnia – 1 września | 12. Rajd Taurus       | Nyíregyháza               | Mieszana     | Attila Ferjáncz         | Wyniki |
| 5     | 22–23 września           | 5. Rajd Tatr          | Poprad                    | Mieszana     | Sobiesław Zasada        | Wyniki |
| 6     | 27–28 października       | 16. Rajd Wartburg     | Eisenach                  | Szuter       | Jaroslav Jelínek        | Wyniki |
| 7     | 9–17 grudnia             | 3. Rajd Russkaya Zima | Brest – Leningrad – Mińsk | Mieszana     | Ilija Czubrikow         | Wyniki |

1. ↑  Zwycięzcą klasyfikacji generalnej 4. Rajdu Złote Piaski był Włoch Sergio Barbasio, Attila Ferjáncz w klasyfikacji generalnej zajął trzecie miejsce, a wygrał klasyfikację CoPaF
2. ↑  Zwycięzcą klasyfikacji generalnej 33. Rajdu Polski był Niemiec Achim Warmboldl, klasyfikacja CoPaF nie obejmowała całego rajdu tylko jego część.
3. ↑  Zwycięzcą klasyfikacji generalnej 13. Rajd Taurus był Niemiec Walter Röhrl, Eugeniu Ionescu Cristea w klasyfikacji generalnej zajął czwarte miejsce, a wygrał klasyfikację CoPaF

## Klasyfikacja kierowców[1]
| Miejsce | Kierowca                | BUL | POL | RUM | TAU | TAT | WAR | RUS | Pkt |
| ------- | ----------------------- | --- | --- | --- | --- | --- | --- | --- | --- |
| 1       | Yordan Toplodolski      | 2   | -   | 2   | 16  | -   | 9   | 7   | 94  |
| 2       | Maciej Stawowiak        | 11  | 7   | 5   | 6   | 17  | NU  | 20  | 87  |
| 3       | Egon Culmbacher         | 9   | 2   | -   | -   | NU  | 2   | -   | 71  |
| 4       | Dorin Motoc             | 3   | -   | 3   | 7   | 20  | -   | -   | 71  |
| 5       | Attila Ferjáncz         | 1   | -   | -   | 1   | -   | -   | -   | 50  |
| 6       | Ilija Czubrikow         | NU  | -   | -   | NU  | 2   | -   | 1   | 49  |
| 7       | Horst Graef             | 7   | -   | -   | 4   | 28  | -   | -   | 0   |
| 8       | Eugeniu Ionescu Cristea | 17  | -   | 1   | -   | 18  | -   | -   | 0   |
| 9       | Vladimir Bubnov         | 4   | -   | -   | -   | -   | -   | 4   | 0   |

## Klasyfikacja zespołowa[2]
| Miejsce | Zespół | Punkty |
| ------- | ------ | ------ |
| 1       | NRD    |        |
| 2       | Polska |        |